# Острови Мак-Гі
Острови́ Мак-Гі (рос. Острова Мак-Ги) — група островів в Північному Льодовитому океані, у складі архіпелагу Земля Франца-Йосифа. Адміністративно належать до Приморського району Архангельської області Росії.

## Географія
Острови знаходяться в північній частині архіпелагу, входять до складу Землі Зичі. Розташовані біля південного берега острова Джексона в Італійській протоці.
Складаються з 2 невеликих островів, які не вкриті льодом. На більшому південному острові на заході знаходиться скеля висотою 52 м. Інша територія всіяна кам'янистими розсипами.

## Історія
Острови названі на честь Біллі Магі (видозмінено на Мак-Гі), учасника полярної експедиції Ернеста Оберхолцера 1912 року.